# Maxwell L. Howell
Maxwell Leo „Max“ Howell AO (23. Juli 1927 in Sydney – 3. Februar 2014 in Brisbane) war ein australischer Rugby-Nationalspieler, Sportwissenschaftler und Sporthistoriker.

## Leben
Während einer erfolgreichen Karriere im Rugby (unter anderem 32 Länderspiele zwischen 1946 und 1948) absolvierte Howell ein Sportstudium, das mit dem Diplom (DPE Universität Sydney) abschloss. Anschließend startete er für die University of California in Berkeley während seines Bachelor-Studiums. Er blieb in Berkeley und absolvierte hier den MA und promovierte in Arbeitsphysiologie 1954. Seine ersten Arbeiten befassten sich mit Reaktionszeit, motorisches Lernen und Stress (Diss. EdD: Facilitation of motor learning by knowledge of performance analysis results).
Als Associate Professor in Berkeley schien er ein akademisches Plateau erreicht zu haben, ehe er sich im Rahmen der Commonwealth-Verbindungen auf dem kanadischen Hochschulmarkt engagierte. Hierzu promovierte er im Fernstudium erneut an der Universität Stellenbosch (Südafrika) (Diss. PhD: An historical survey of the role of sport in society, with particular reference to Canada since 1700. 1969), wodurch er nach einem kurzzeitigen Engagement als Schwimm-Trainer und Research Fellow an der University of British Columbia (Vancouver) 1970 Professor und Dekan zum Ausbau der Sportwissenschaft an der University of Alberta wurde. Von hier führte sein Weg als Dekan der Fakultät für Professional Studies an die San Diego State University, zurück nach Kanada an die Universität Ottawa und schließlich auf die erste volle Professur für Sportwissenschaft in Australien an die University of Queensland (Brisbane).

## Wissenschaftliche Bedeutung
Howell war einer der letzten Generalisten der angelsächsischen Sportwissenschaften. Er verdeutlichte, dass die Sportwissenschaften zusammen gehören, dass man zu den Natur- auch die Geistes- und Sozialwissenschaften benötigt. Seine vielleicht besten Arbeiten verfasste er in den vergleichenden Leibesübungen. Er war Präsident sowohl der kanadischen Sportlehrer als auch der Sportwissenschaftler (President of the Canadian Association for Health, Physical Education and Recreation, President of the Canadian Association of Sport Sciences) und der Nordamerikanischen Sporthistoriker (NASSH). In drei Autobiographien gibt er einen sehr guten Einblick in die Entwicklung des Sports und der Sportwissenschaften (Not without dust and heat: a journey into learning and teaching. University of Queensland Press, Brisbane 1996. The shepherd was sleeping: a true story of love and tragedy. Celebrity Books, Auckland 1998. Tragedy and laughter on the road to oblivion: around the final bend. Create Space, North Charleston, SC 2013).

## Ehrungen
- 1973 Maxwell (2004 um Reet erweitert) Howell international Honorary (nach 2014 Memorial) Address jährlich bei NASSH-Tagung
- 1998 Dr. h. c. (Jura) University of Alberta
- 2003 Officer of the Order of Australia (“for service to education as a pioneer in the development of sports studies and sport science as academic disciplines”)

### Deutsche, die bisher die Howell Honorary Address hielten
- 1990 Arnd Krüger, Georg August Universität Göttingen
- 2002 Gertrud Pfister, University of Copenhagen
- 2005 Christiane Eisenberg, Humboldt-Universität Berlin